# Саранский Казанско-Богородицкий мужской монастырь
Казанско-Богородицкий мужской монастырь — упраздненный до 1764 года (вероятно в ходе Петровских реформ) мужской монастырь. Основан в первой половине 1660-х годов. Местоположение монастыря до сих пор точно не установлено. В связи с упадком монастыря в Саранске в 1694 году был основан Ильинский монастырь.
Известно о существовании в монастыре трёх храмов: во имя явления иконы Казанской Божьей матери (год освящения не установлен); во имя Рождества Пресвятой Богородицы (1722, заменил первый); во имя Иоанна Предтечи, перестроенный в 1703 году.